# (100885) 1998 HV106
(100885) 1998 HV106 es un asteroide perteneciente al cinturón de asteroides, región del sistema solar que se encuentra entre las órbitas de Marte y Júpiter, descubierto el 23 de abril de 1998 por el equipo del Lincoln Near-Earth Asteroid Research desde el Laboratorio Lincoln, Socorro, Nuevo México, Estados Unidos.

## Designación y nombre
Designado provisionalmente como 1998 HV106. 

## Características orbitales
1998 HV106 está situado a una distancia media del Sol de 2,385 ua, pudiendo alejarse hasta 2,977 ua y acercarse hasta 1,793 ua. Su excentricidad es 0,248 y la inclinación orbital 7,464 grados. Emplea 1345,81 días en completar una órbita alrededor del Sol.

## Características físicas
La magnitud absoluta de 1998 HV106 es 15,9. 